# Eleanor K. Baum
Eleanor K. Baum (1940) è una docente e ingegnere elettrico statunitense; nel 1984 è diventata la prima donna preside di una scuola di ingegneria negli Stati Uniti, presso il Pratt Institute di Brooklyn, New York. Nel 1987 è stata nominata preside della Scuola di Ingegneria Albert Nerken, situata nell'edificio 41 Cooper Square presso la Cooper Union. È stata anche la prima donna presidente dell'American Society for Engineering Education (ASEE) e ha ricoperto il ruolo di presidente dell'Accreditation Board for Engineering and Technology (ABET).

## Primi anni di vita e la famiglia
Nacque nel 1940, figlia unica. I suoi genitori lasciarono l'Europa durante l'Olocausto e si trasferirono negli Stati Uniti, dove la esortarono a diventare un'insegnante di scuola elementare o, come opzione secondaria, un'insegnante di matematica del liceo. Durante la sua adolescenza, i suoi genitori nascondevano sotto il suo cuscino articoli che parlavano delle "gioie di essere una maestra". La Baum si considerava "una dei ragazzi veramente bravi", che facevano quello che veniva loro detto. Dichiarò che, essendo figlia unica, tutte le speranze e i sogni dei suoi genitori erano incentrati su di lei, quindi si sentiva obbligata a comportarsi bene.
Secondo la Baum l'ingegneria è stata la sua “grande ribellione”. Quando parlò a sua madre della sua scelta di carriera, sua madre disse: “Non puoi farlo. La gente penserà che sei un po' strana e nessuno ti sposerà".

## Formazione
Frequentò la Midwood High School di Brooklyn, New York, dove si distinse nelle materie scientifiche e matematiche avanzate. Sebbene ci fossero alcune altre ragazze nelle classi di chimica avanzata, la Baum era l'unica ragazza nelle classi di fisica e matematica avanzata. L'ingegneria era dominata dagli uomini e questo, oltre alla sua ribellione adolescenziale, la influenzò nella scelta.
La Baum incontrò delle resistenze al momento della domanda di ammissione alle università di ingegneria: i suoi insegnanti di scuola superiore erano scoraggianti e si opponevano in modo simile a quanto aveva fatto sua madre. Una delle scuole di ingegneria a cui fece domanda non la ammise perché non disponeva di un bagno per donne sufficiente.
Dopo le resistenze iniziali fu finalmente accettata al City College di New York. Si laureò nel 1958 come unica donna della sua classe di ingegneria. Secondo la Baum, "essere l'unica ragazza nelle classi universitarie non è stato meraviglioso... si diventa tutte donne. Se non so qualcosa, allora si dice 'tutte le donne non possono'...”. Anche la privacy era un problema; i compagni di corso erano particolarmente interessati ai suoi voti. Nel 1964 conseguì il dottorato di ricerca presso il Politecnico dell'Università di New York (ora Università di New York Tandon School of Engineering).

## Carriera
Dopo essersi laureata al City College di New York, ha lavorato presso la Sperry Rand Corporation e la General Instrument Corporation, entrambe dell'industria aerospaziale. La Baum ha mantenuto i legami con l'industria attraverso la consulenza.
Nel 1984 è diventata preside della scuola di ingegneria del Pratt Institute di New York, un ruolo distintivo perché l'ha resa la prima donna preside di una scuola di ingegneria negli Stati Uniti. Tre anni dopo è diventata preside della Scuola di Ingegneria Albert Nerken presso la Cooper Union.

## Le società
La Baum è membro dell'Accreditation Board for Engineering and Technology (ABET), dell'Institute of Electrical and Electronics Engineers (IEEE), della Society of Women Engineers (SWE) e dell'American Society for Engineering Education (ASEE). È stata la prima donna a ricoprire il ruolo di presidente dell'ASEE. Ha ricoperto il ruolo di presidente dell'ABET e ha fatto parte del Consiglio consultivo di ingegneria della National Science Foundation. È stata anche impegnata nella Engineering Manpower Commission.

## Premi
Nel 1988 la National Women's Hall of Fame ha consegnato alla Baum il premio Emily Warren Roebling. Nel 1990 la Society of Women Engineers le ha conferito il premio SWE Upward Mobility. Nel 1996 è stata inserita nella Women in Technology International Hall of Fame. Nel 2007 è stata inserita nella National Women's Hall of Fame. È decano emerito della Cooper Union.

## Vita privata
È sposata con il fisico Paul Baum e ha due figlie.